# Сандомирский договор
Сандомирский договор (консенсус) (лат. Consensus Sandomiriensis) — заключённый в южнопольском городе Сандомир в апреле 1570 года экуменический договор между польскими лютеранами, реформатами и чешскими братьями. Договор признавал взаимную правомерность их вероисповеданий, гарантировал взаимную поддержку и сотрудничество.
Причиной заключения договора было стремление протестантов Польского королевства объединить усилия в борьбе против грозящей контрреформации. Уже Ян Лаский с 1557 года пытался заключить союз между польскими протестантами. Сторону чешских братьев принял Георг Израэль, епископ созданной в 1557 году церковной провинции Унитет, который также выступал за объединение евангелических христиан. Ввиду растущего евангелического движения и слабости католического короля Сигизмунда II Августа ряд протестантов даже надеялись на то, что король согласится основать национальную церковь по образцу англиканской. С этой целью в Сандомире был созван межконфессиональный синод, заседавший с 9 по 14 апреля 1570 года. В нём также участвовали — ввиду заключённой за год до того Люблинской унии — представители литовско-белорусского дворянства. К синоду не были допущены польские братья за их антитринитаризм, а также анабаптисты.
Договор признавал богословские труды, написанные сторонами договора, и указывал на отсутствие разногласий по вопросу о Святой Троице. В связи с наличием разногласий по поводу евхаристии между основными евангелическими конфессиями этот вопрос подробно обсуждался на синоде. Текст договора является компромиссом между позициями Лютера и Цвингли и содержит ссылки на Меланхтона. На этой основе подписавшие его религиозные движения смогли сохранить свою самостоятельность и в то же время договорились о взаимной открытости церквей в плане церковной службы, обмена проповедниками и о проведении взаимных синодов.
Договор не следует путать с Сандомирским консенсусом, представленным на синоде, однако принятом только реформатами.
Договор был принят подписавшими его религиозными движениями за основу сотрудничества, был признан теологами Виттенбергского, Лейпцигского и Гейдельбергского университетов, а также Генрихом Буллингером и Теодором Безой, однако на территории Германии и Швейцарии не оказал какого-либо влияния. В Польше, напротив, договор заложил основы будущей Варшавской конфедерации 1573 года, которая признавала на государственном уровне религиозную веротерпимость.

## Публикации текста
- Ostmitteleuropas Bekenntnisschriften der evangelischen Kirchen A. u. H.B. des Reformationszeitalters. III/1. 1564—1576, hrsg. v. Peter F. Barton u. Laszlo Makkai, Budapest 1987, S. 271—279.
- Confessia. Wyznanie wiary powszechney Kosciolöw krzescijariskich Polskich krotko a prostemi slowy zamknione. Warszawa 1994 (Nachdruck der ersten Ausgabe von 1570, hrsg. u. eingel. v. Urszula Augustyniak).
- Henning P. Jürgens (Hrsg.): Konsens von Sandomierz — Consensus Sendomirensis. In: Heiner Faulenbach u.a. im Auftrag der EKD (Hrsg.): Reformierte Bekenntnisschriften, Bd. 3/1, Neukirchen-Vluyn 2012 ISBN 978-3-7887-2528-0.